# HTC One (M8)
HTC One (M8) (також раніше відомий як HTC M8, All New HTC One, HTC One (2014)) — смартфон, розроблений компанією HTC Corporation, анонсований 25 березня 2014 року. Апарат є флагманом компанії 2014 року.

## Характеристики смартфона

### Зовнішній вигляд
Загалом дизайн, порівняно із HTC One не змінився, корпус смартфона, задня кришка і вставки спереду зроблено з алюмінію, у моделі 2014 року частка алюмінію у корпусі складає 90% (збільшення на 20% порівняно з попереднім роком). На передній частині симетрично зверху і знизу розміщено решітки із динаміками. На задній кришці вставки з пластику у формі поперечних ліній були замінені алюмінієвими.

### Апаратне забезпечення
Смартфон працює на базі чотириядерного процесора Qualcomm Snapdragon 801 із тактовою частотою 2,3 ГГц, оперативна пам'ять— 2 Гб і вбудована пам'ять — 16 Гб або 32 Гб (з них користувачеві доступно 10 Гб і 24 відповідно; слот розширення пам'яті — microSD, до 128 Гб). Апарат оснащений 5-дюймовим (127 мм відповідно) екраном із розширенням 1080 x 1920 пікселів, тобто із щільністю 441 піксель на дюйм (ppi). В апарат вбудовано подвійну 4-мегапіксельну основну камеру із технологією «UltraPixel», що може знімати Full HD-відео (1080p) із частотою 60 кадрів на секунду, і фронтальною 5-мегапіксельною камерою (Full HD-відео). Дані передаються бездротовими модулями Wi-Fi (802.11a/b/g/n/ac), Bluetooth 4.0, DLNA. Підтримує мобільні мережі 4 покоління (LTE), вбудована антена стандарту GPS + GLONASS. Весь апарат працює від незмінного Li-Po акумулятора ємністю 2600 мА·г, що може пропрацювати у режимі очікування 496 годин (20,7 дня), у режимі розмови — 20 годин і важить 160 грамів.

### Програмне забезпечення
Смартфон HTC One (M8) постачається із встановленою Android KitKat версії 4.4.2. Також встановлено новий фірмовий користувацький інтерфейс HTC Sense 6.

## Критика
Ресурс «PhoneArena» поставив апарату 8,8 із 10 балів, сказавши, що «виглядає так, наче новий HTC One не має жодних особливо слабких місць, окрім камери UltraPixel, що продовжує відставати від рішень опонентів». До плюсів зараховано дизайн («навіть більш розкішний, ніж у попередника»), подвійна камера, динаміки, Sense 6.0, до мінусів — камера UltraPixel, відсутність водонепроникного корпусу.
«TechRadar» поставив 5/5, сказавши, що «HTC One (M8) є надзвичайним смартфоном з лише декількома недоліками». Сподобались дизайн («красивий»), подвійна камера, розширення пам'яті, не сподобались — камера («надто слабка на яскравому світлі»)